# Wielka Synagoga we Włodawie

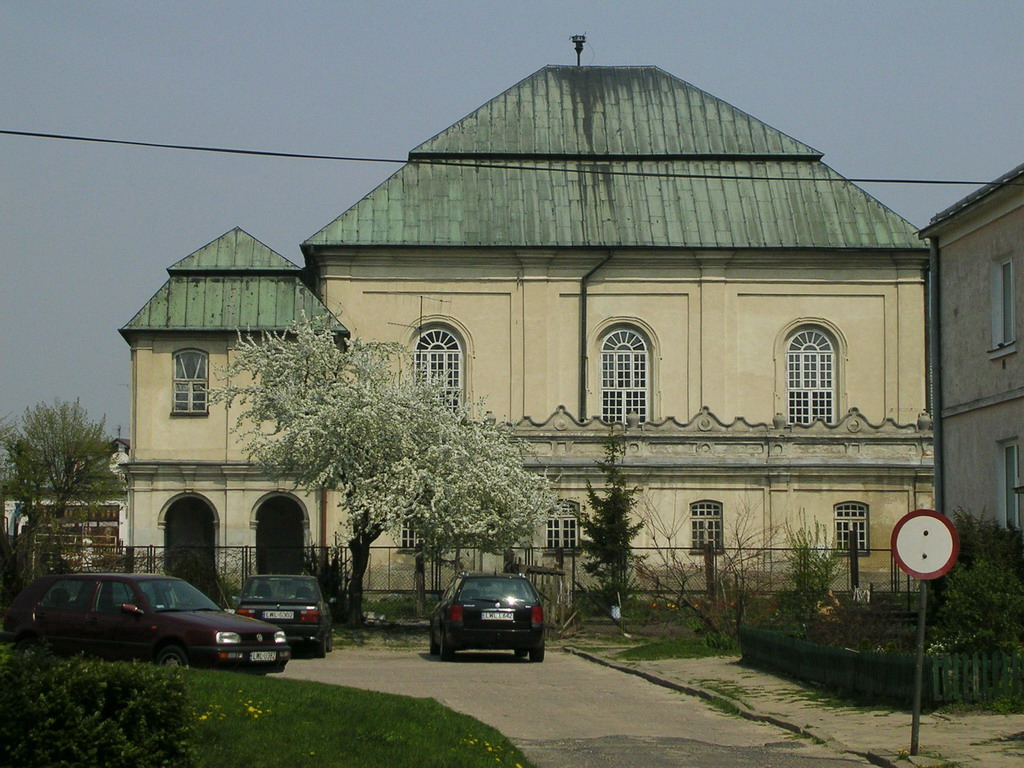
Synagoga

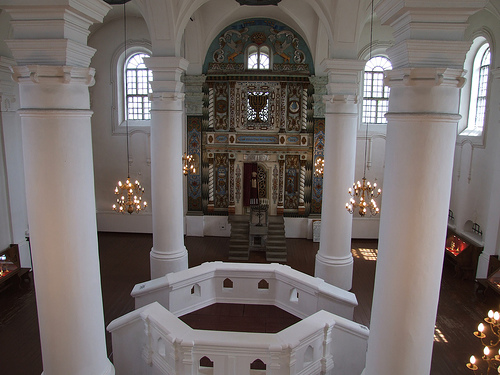
Wnętrze synagogi

Wielka Synagoga we Włodawie – synagoga znajdująca się we Włodawie, przy ulicy Czerwonego Krzyża 7.
Wraz z dwiema innymi, sąsiadującymi ze sobą, bardzo dobrze zachowanymi synagogami, tworzy unikatowy jak na te tereny zespół synagogalny. Jedna z nich to synagoga typu Bet midrasz.

## Historia
Synagoga została zbudowana w latach 1764–1774, prawdopodobnie według projektu Pawła Antoniego Fontany, na miejscu starej, drewnianej synagogi. Część funduszy na jej budowę przeznaczyła rodzina Czartoryskich. W drugiej połowie XIX wieku do synagogi dobudowano drugą kondygnację nad przedsionkiem oraz dwa narożne alkierze.
Podczas I wojny światowej synagoga i całej jej wnętrze spłonęło. Począwszy od czasu zakończenia wojny rozpoczęto remont oraz rekonstrukcje wnętrza. Po 1920 wykonano na nowo całą wewnętrzną stolarkę, a w 1936 ukończono nowy aron ha-kodesz.
Podczas II wojny światowej hitlerowcy zdewastowali synagogę i urządzili w niej magazyn sprzętu wojskowego. Po zakończeniu wojny do 1970 nadal służyła jako magazyn. W latach 80. przeprowadzono rozległe prace remontowe i konserwacyjne.
Od 1983 w synagodze mieści się Muzeum – Zespół Synagogalny we Włodawie (dawniej Muzeum Pojezierza Łęczyńsko-Włodawskiego), ze stałą wystawą poświęconą historii i kulturze polskich i włodawskich Żydów. Do najciekawszych eksponatów można zaliczyć: pochodzące z drugiej połowy XIX wieku zwoje Tory, XIX-wieczne rimonim, jady, mezuzy, korony na Torę, chanukije, tefiliny, tałesy, balsaminki i szofary. Część eksponatów została podarowana przez Jakuba Friedmanna z Australii.
Na piętrze, w dawnym chederze i równocześnie mieszkaniu nauczyciela została urządzona stała ekspozycja „W pokoju mełameda”, gdzie zgromadzono sprzęty codziennego użytku oraz księgi religijne. Zachował się również piec, tzw. koza.

## Architektura

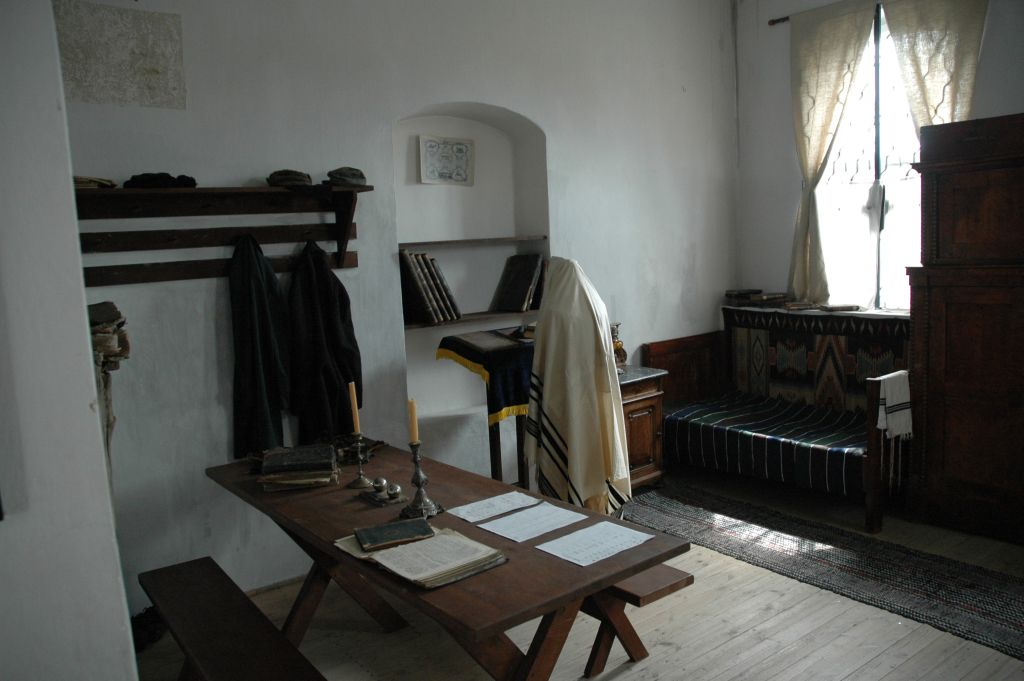
Pokój mełameda

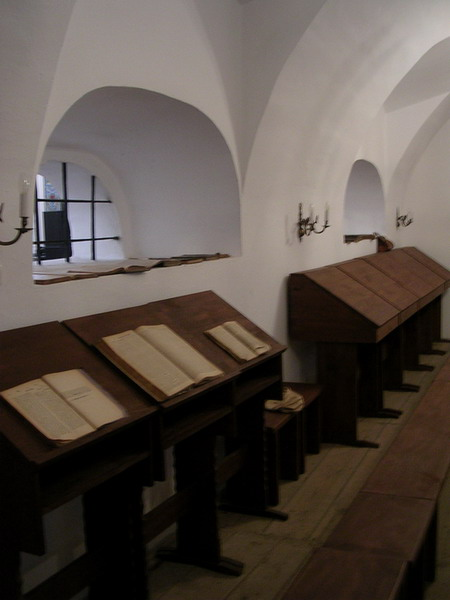
Wnętrze babińca

Murowany z cegły na zaprawie wapiennej, otynkowany i orientowany budynek synagogi wzniesiono na planie prostokąta o wymiarach 26 na 30,6 metrów i kubaturze 8500 m³, w stylu późnobarokowym. Do głównej bryły budynku, przykrytej łamanym dachem, przylegają dwie parterowe przybudówki o wymiarach 19,6 na 5,6 metrów, zwieńczone grzebieniastą attyką, pierwotnie mieszczące babińce. Attyka składa się z czterech jednakowych segmentów rozdzielonych impostami z wazonami na osiach pilastrów, a jej podstawa zdobiona jest prostokątnymi płycinami.
Od strony fasady, po obu stronach budynku znajdują się dwa osobne, dobudowane w drugiej połowie XIX wieku, piętrowe alkierze na planie kwadratu o wymiarach 5,9 na 5,7 metrów, na podmurówce, podtrzymywane arkadami i nakryte osobnym zadaszeniem. Gurty podłuczy arkad spływają na półkolumny toskańskie dostawione do filarów arkad. Druga kondygnacja alkierzy jest 2-osiowa, rozczłonkowana pilastrami z cokołem i gzymsem wieńczącym. Elewacja sali głównej od strony wschodniej jest analogiczna do jej stron północnej i południowej. Wszystkie naroża budynku są zaokrąglone. Część środkowa jest podpiwniczona (wymiary: 6 na 5,25 na 2,35 m). Za czasów funkcjonowania gminy wyznaniowej była to przestrzeń przeznaczona na genizę.
Do budynku prowadzą wykonane współcześnie dwuskrzydłowe drzwi. Wewnątrz, z zachodniej strony, położony jest obszerny przedsionek, nad którym znajduje się kolejny niegdysiejszy babiniec. Parter przedsionka jest pięcioosiowy, z cokołem i gzymsem kordonowym. Druga kondygnacja nad przedsionkiem jest trójosiowa. Główna sala modlitewna o wymiarach 16,54 na 18,32 i wysokości 10,5 metra zagłębiona jest około 10 centymetrów w stosunku do poziomu przedsionka. Przykryta jest wspartym na czterech kolumnach jońskich dziewięciopolowym sklepieniem krzyżowo-żebrowym z lunetami. Na zwornikach pól sklepienia zachowały się czterolistne medaliony w profilowanych stiukowych obramieniach. Pochodzą one z XVIII w. i pokryte są symbolami święta Sukkot, roślinnymi, symbolami orła, jelenia oraz walczącego bociana.
Kolumny stoją na wysokich cokołach, ich bazy złożone są z dwóch wałków i dwóch rowków, zaś poniżej stylizowanej jońskiej głowicy z ośmioma wolutami znajduje się wałek wypukły z listewką. Nad głowicami kolumn – trójczłonowe imposty. Między kolumnami znajdowała się niegdyś dwuwejściowa bima otoczona niską murowaną balustradą, która została rozebrana w czasie II wojny światowej. W 2004 wykonano jej rekonstrukcję na podstawie przedwojennych fotografii, nie jest ona jednak stałym elementem wystroju wnętrza.
Otwór wejściowy z przedsionka oraz okna w sali męskiej są rozglifione. Z otworów okiennych zwieszają się w dół modelowane w tynku sznury zakończone frędzlami. Babińce z salą główną łączą małe przeźrocza. Podłoga z desek pochodzi z czasów współczesnych.

### Aron ha-kodesz
Na ścianie wschodniej zachował się neobarokowy stiukowy Aron ha-kodesz z polichromiami z 1936, będący jednym z najlepiej zachowanych w Polsce. Wykonany w narzucie wapienno-piaskowym z elementami gipsowymi. Wnękę na rodały poprzedza podest, na który prowadzi siedem stopni. Pod podestem znajduje się geniza (schowek na nieużywane rodały).

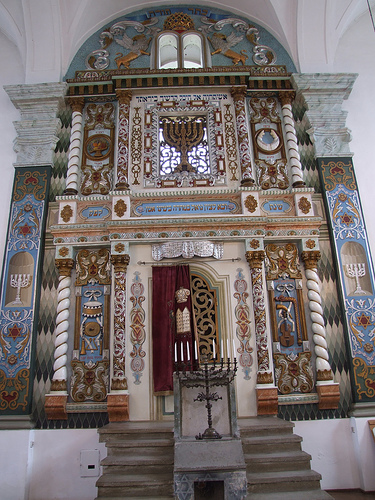
Szafa ołtarzowa w Wielkiej Synagodze

W jego centralnej części znajduje się wnęka, zamykająca żelazną, misternie kutą kratą pomieszczenia na rodały. W części szczytowej, nadstawie, znajdują się dwa gryfy w roli cherubów, symbolicznie adorujące tablice Dekalogu, które w rzeczywistości są oryginalnie wykonanymi dwoma świetlikami, zwieńczonymi koroną z napisem „korona Tory”.
W środkowej części znajduje się płaskorzeźbiona menora. Napis umieszczony nad nią głosi: „Skłonię się ku świętemu przybytkowi Twemu w bojaźni przed Tobą” (Ps 5,8), a napis poniżej: „I przyjdzie dla Syjonu zbawca, rychło, jeszcze za dni naszych, amen”. Po prawej stronie znajdują się dłonie kapłańskie w geście błogosławieństwa, a po lewej kosz z owocami, symbolizujący święto Szawuot. Gzyms oddzielający dolną i środkową kondygnację ozdobiony jest napisem zawierającym datę 1936, czyli rok ukończenia budowy nowego Aron ha-kodesz po pożarze.
W najniższej części, po obu stronach wnęki, znajdują się przedstawienia instrumentów muzycznych z tekstami pochodzącymi z Psalmu 150: „Chwalcie Go dźwiękiem rogu, chwalcie Go na harfie i lirze” oraz „Chwalcie Go bębnem i tańcem, chwalcie Go na strunach i fletniach”. Całość szafy ołtarzowej oflankowana jest dwoma pilastrami przyściennymi, których dekoracje stanowią polichromowane menory, Gwiazdy Dawida i wić roślinna w lustrzanym odbiciu. Do dziś zachowały się również siedmiostopniowe betonowe schodki prowadzące do aron ha-kodesz.

## Galeria

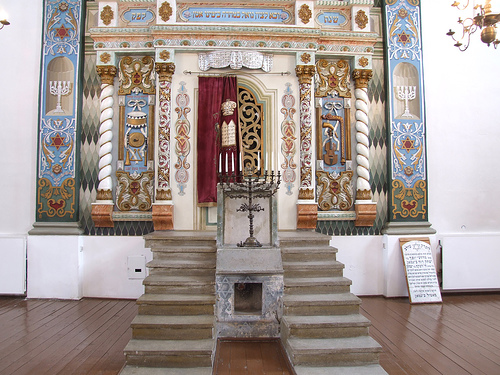
Schodki do aron ha-kodesz
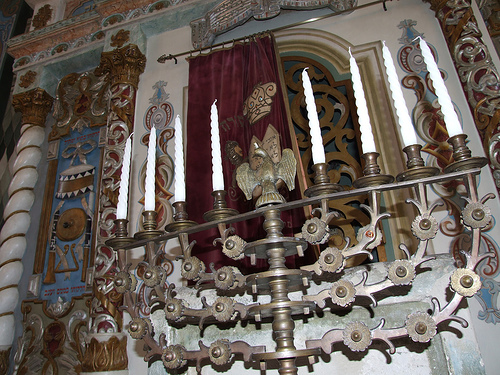
Chanukija przed aron ha-kodesz
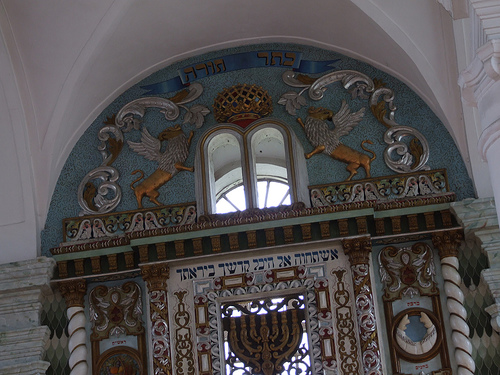
Górna część aron ha-kodesz
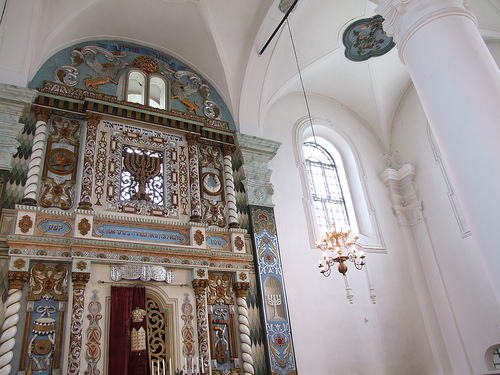
Aron ha-kodesz
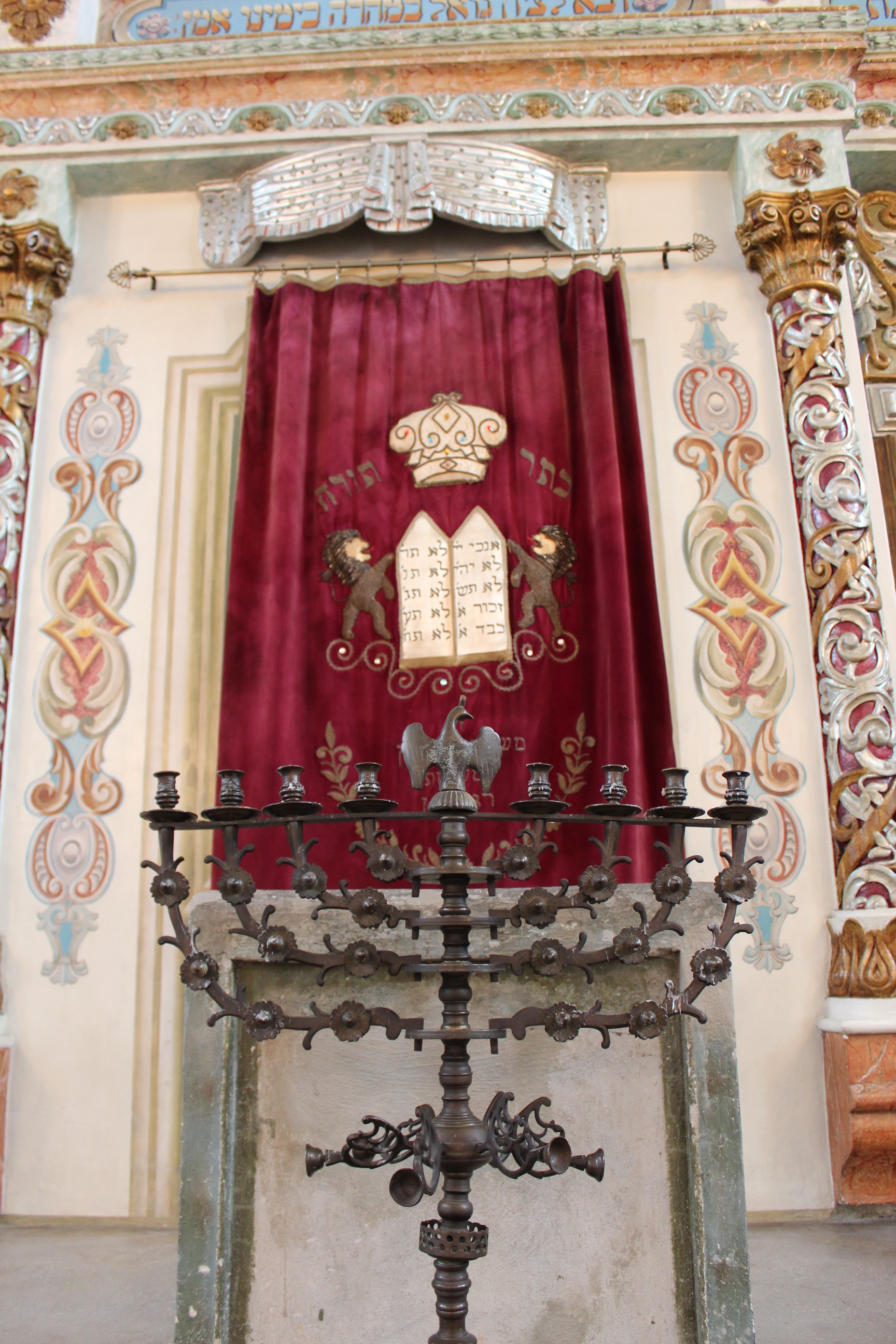
Parochet
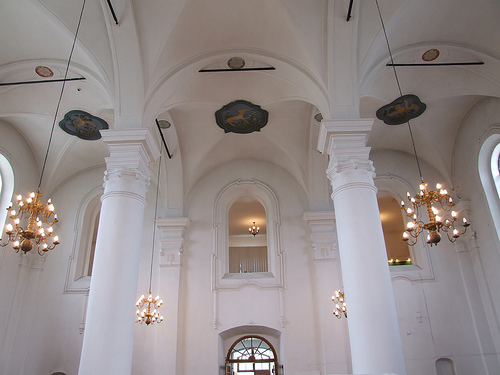
Ściana zachodnia
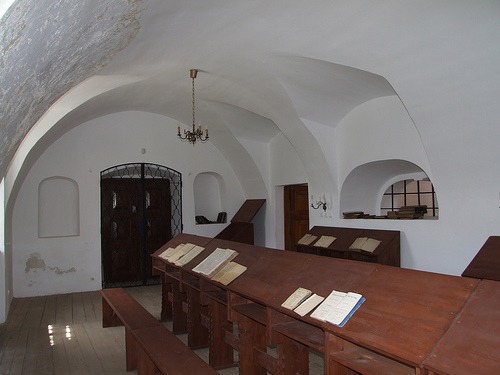
Wnętrze babińca
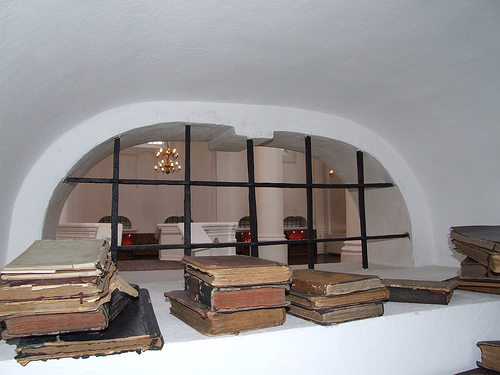
Zakratowane okno babińca
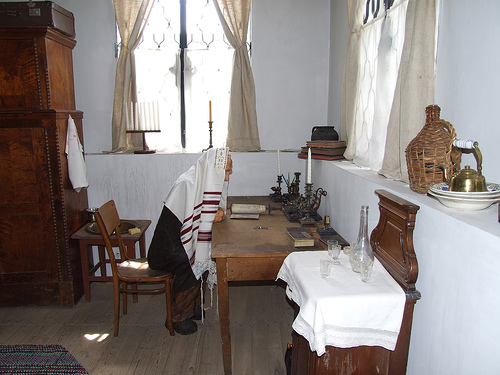
Pokój mełameda